# Peter Loos (Wirtschaftsinformatiker)
Peter Loos (* 1960) ist ein deutscher Wirtschaftsinformatiker und Hochschullehrer.
Loos studierte Wirtschaftswissenschaft an der Universität des Saarlandes und war wissenschaftlicher Mitarbeiter am Institut für Wirtschaftsinformatik an der Universität des Saarlandes bei August-Wilhelm Scheer. Er hatte Professuren an der Technischen Universität Chemnitz und der Johannes Gutenberg-Universität Mainz inne.
Seit 2005 ist er Inhaber des Lehrstuhls für Betriebswirtschaftslehre und Wirtschaftsinformatik an der Universität des Saarlandes und als Nachfolger von August-Wilhelm Scheer Direktor des Instituts für Wirtschaftsinformatik (IWi) im Deutschen Forschungszentrum für Künstliche Intelligenz (DFKI). Von 2022 bis 2024 war Loos Dekan der Fakultät für Empirische Humanwissenschaften und Wirtschaftswissenschaft.

## Schriften
- Datenstrukturierung in der Fertigung. Oldenbourg, München 1992, ISBN 3-486-22286-4.
- Produktionslogistik in der chemischen Industrie. Betriebstypologische Merkmale und Informationsstrukturen. Gabler, Wiesbaden 1997, ISBN 3-409-12323-7.
- mit Peter Fettke (Hrsg.): Reference Modeling for Business Systems Analysis. Idea Publishing, Hershey 2007, ISBN 978-1-59904-054-7.
- mit Helmut Krcmar (Hrsg.): Architekturen und Prozesse. Strukturen und Dynamik in Forschung und Unternehmen. Springer, Berlin 2007, ISBN 978-3-540-46847-9.

## Weblink
- Peter Loos auf der Website des Institut für Wirtschaftsinformatik

| Personendaten    | Personendaten                                         |
| ---------------- | ----------------------------------------------------- |
| NAME             | Loos, Peter                                           |
| KURZBESCHREIBUNG | deutscher Wirtschaftsinformatiker und Hochschullehrer |
| GEBURTSDATUM     | 1960                                                  |